# アマチュア野球内規
アマチュア野球内規（アマチュアやきゅうないき）とは、日本のアマチュア野球規則委員会が制定している野球の特別規則。硬式・軟式を問わず、また社会人、大学、高校、少年、学童を含む全てのアマチュア野球で公認野球規則と同等の効力を持つものとして適用されている。

## 内容
規則は全部で12章からなり、下記のように広範囲にわたり非常に細かく規定が行われている。本節では各章の表題のみ記載する。
1. 審判員がインプレイのとき使用球を受け取る
2. アウトの時機
3. 最終回裏の決勝点
4. 二死、四球暴投、決勝点で打者一塁へ進まず
5. 正式試合となる回数
6. 次回の第一打者
7. バッタースボックスルール
8. 危険防止（ラフプレイ禁止）ルール
9. 打者の背後にウエストボールを投げる
10. アピールの場所と時機
11. ワインドアップポジションの投手
12. 投球する手を口または唇につける
13. 投手の遅延行為